# Costal
Costal war ein portugiesisches Volumenmaß für Holzkohle und in der Bedeutung eines Sackes. Das Maß wurde mit einem Gesetz vom 24. April 1835 bestimmt und 1862 durch das metrische System ersetzt.
- 1 Costal = 2615,3 Pariser Kubikzoll = 51,88 Liter